# Die Rote Meile
Die Rote Meile est une série télévisée dramatique allemande diffusée sur Sat.1, qui suit la vie de stripteaseuses, de prostituées et de leurs proxénètes dans le quartier de St. Pauli à Hambourg. La première saison, composée de 26 épisodes, a été diffusée à partir du 1er octobre 1999. La série était en concurrence avec le drame de RTL, Hinter Gittern - Der Frauenknast, diffusé dans la même tranche horaire du lundi soir à 21h15. Une deuxième saison a été commandée au printemps 2000 et a débuté le 14 décembre 2000 le jeudi soir à 20h15. La série a été annulée début 2001, avec un dernier épisode diffusé le 8 mars 2001.

## Synopsis
Johnny Roland, propriétaire du club de striptease « Candy Club » dans le quartier de St. Pauli à Hambourg, tombe amoureux de sa voisine Annette Verhoven, tout en développant une rivalité avec son frère Andreas, qui convoite le club de Johnny. Annette doit faire face à l'hostilité de Sascha, la fille de Johnny, et prouver qu'elle peut s'intégrer dans l'univers du club. Le criminel Wilhelm Kastor devient l'ennemi personnel de Johnny et cherche à détruire tout ce qu'il possède.

## Distribution
- Leon Boden : Johnny Roland, propriétaire du « Candy Club » et petit ami d'Annette Verhoven. Il est tué dans la première de la deuxième saison par un tueur à gages engagé par Wilhelm Kastor, en sautant devant Annette pour la protéger.
- Ann-Cathrin Sudhoff : Annette Verhoven, devient la petite amie de Johnny et prend la direction de son entreprise après sa mort. Sœur d'Andreas Verhoven, qui tente de s'emparer du « Candy Club ».
- Fabian Harloff : Andreas Verhoven, frère d'Annette et rival de Johnny Roland pour le contrôle du « Candy Club ».
- Silvana Bayer : Sascha Roland, fille de Johnny, initialement hostile à Annette, mais devient son alliée après la mort de son père.
- Yasmina Filali : Yvonne, stripteaseuse au « Candy Club » et amie proche de Johnny. Elle prend la direction du club avec Annette après sa mort.
- Cornelia Corba : Roxy, membre du « Candy Club ».
- Markus Majowski : Ulrich, homme gay, cœur et âme du « Candy Club », gérant les coulisses du club.
- Sylvia Leifheit : Luna, travaille d'abord pour Johnny mais le trahit pour devenir la maîtresse de Wilhelm Kastor.
- Renate Geißler : Marita Roland, mère de Johnny, aide Annette et Yvonne après sa mort.
- Dirk Galuba : Wilhelm Kastor, criminel et ennemi de Johnny Roland, qui engage un tueur pour éliminer Annette, mais tue Johnny à la place.

## Production
Bien que l'intrigue se déroule à Hambourg, le tournage a eu lieu à Munich. La série a été créée pour concurrencer la série à succès de RTL, Hinter Gittern - Der Frauenknast. Bien qu'elle n'ait pas égalé les audiences de cette dernière, Die Rote Meile a rencontré un certain succès sur Sat.1. Pour la deuxième saison, la série a été déplacée du lundi au jeudi soir, une décision qui s'est avérée impopulaire, entraînant une baisse des audiences. La mort du personnage principal, Johnny Roland, a été citée comme une raison ayant affaibli l'attrait de la série, rendant les intrigues moins captivantes. La production s'est arrêtée à l'automne 2000, et la série a été annulée environ six mois plus tard.
En 2007, la série a été rediffusée sur la chaîne 9Live, dans le cadre de programmes de type call-in.